# Gare de Saint-Leu-la-Forêt
Ne doit pas être confondu avec Gare de Saint-Leu-d'Esserent ou Gare de Saint-Leu.
La gare de Saint-Leu-la-Forêt est une gare ferroviaire française de la ligne d'Ermont - Eaubonne à Valmondois, située dans la commune de Saint-Leu-la-Forêt (département du Val-d'Oise).
C'est une gare SNCF desservie par les trains du réseau Transilien Paris-Nord (ligne H).

## La gare
Elle est desservie par les trains du réseau Paris-Nord du Transilien.

## Histoire

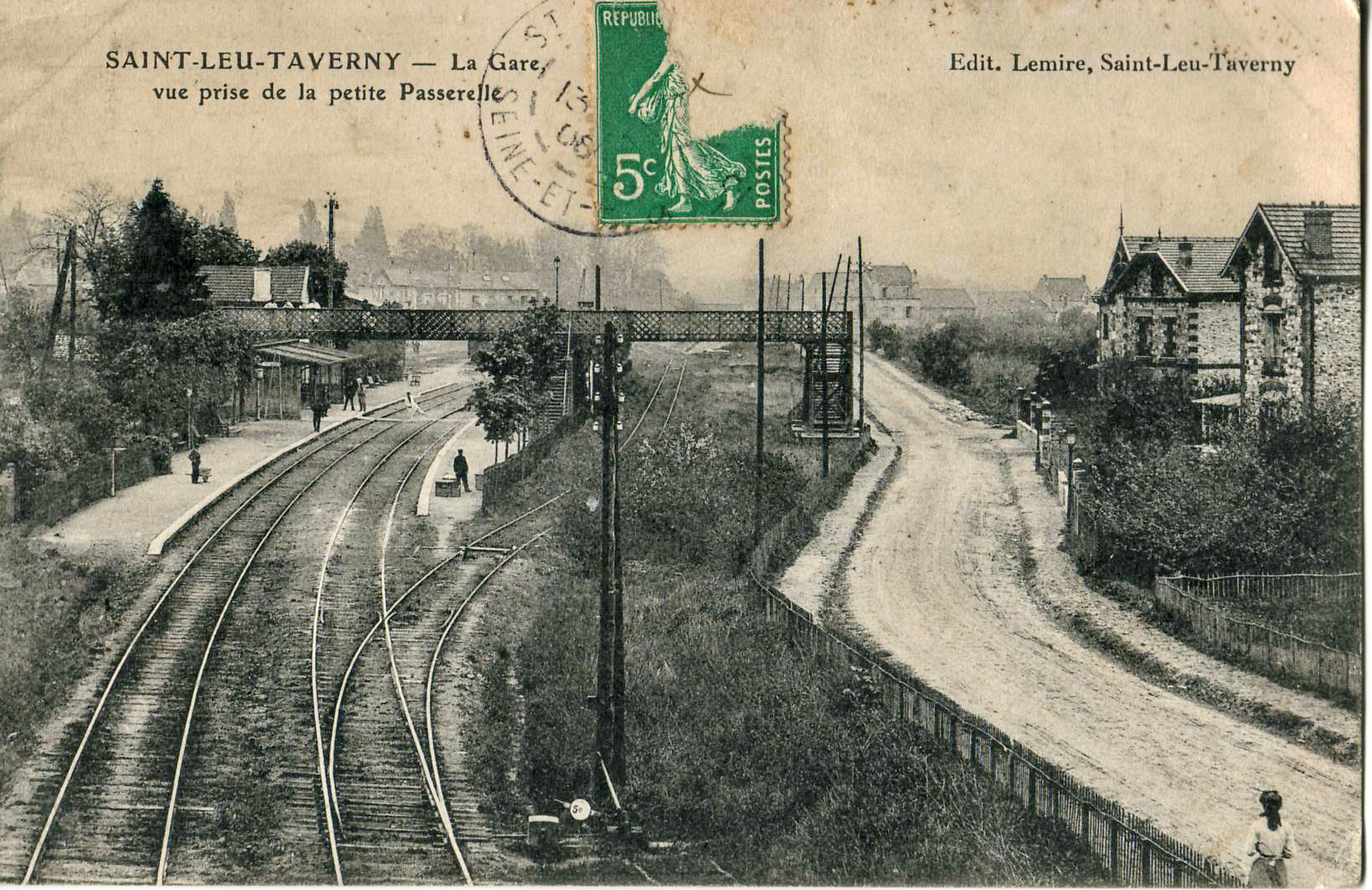
Intérieur de la gare, avant la Première Guerre mondiale.

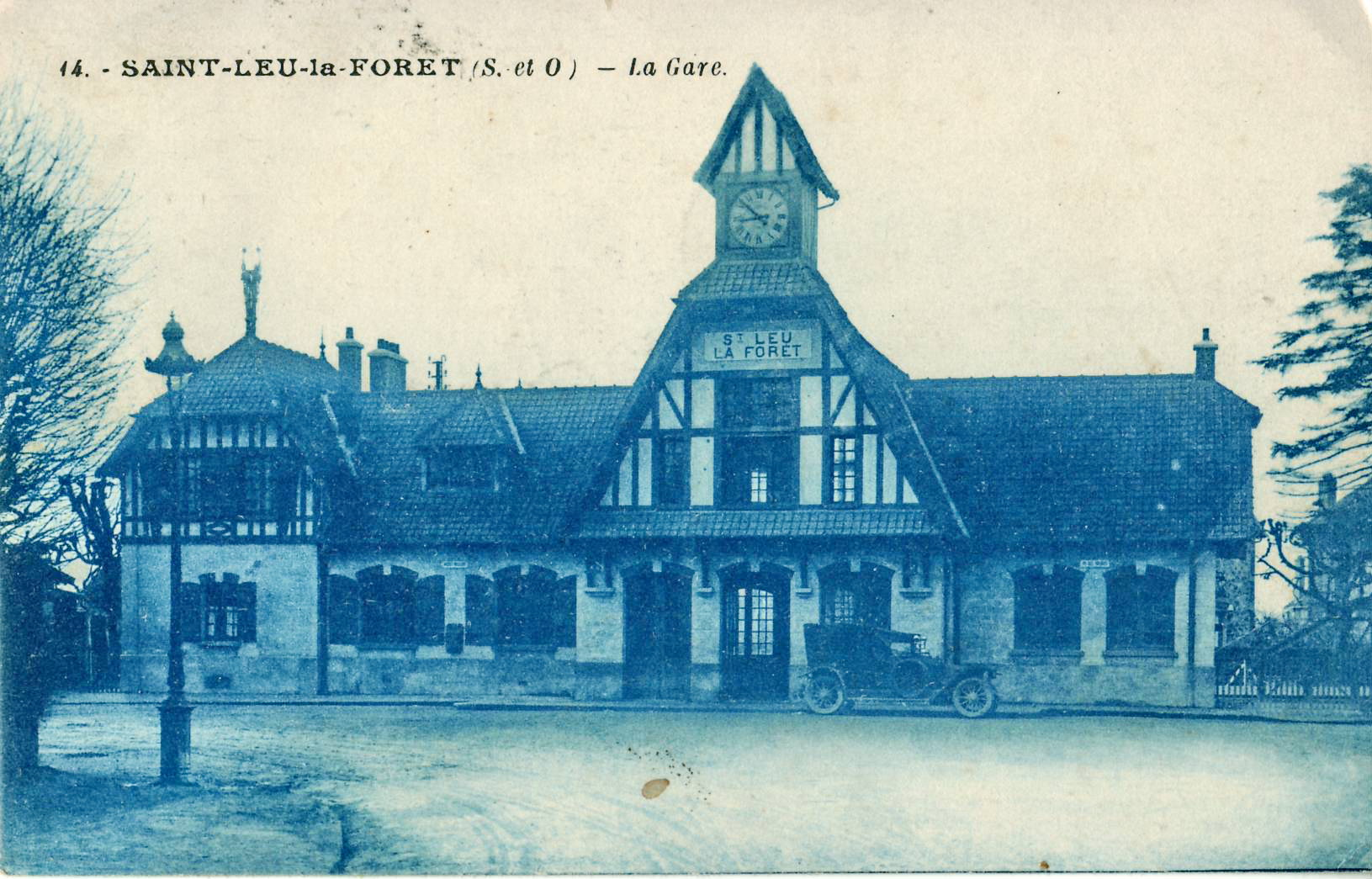
La gare durant l'entre-deux-guerres.

La ligne Paris - Lille fut ouverte le 20 juin 1846 par la Compagnie des chemins de fer du Nord. Cette ligne passait alors par la vallée de Montmorency avant de bifurquer vers le Nord-Est à Saint-Ouen-l'Aumône et de suivre la vallée de l'Oise. L'itinéraire actuel plus direct par la plaine de France et Chantilly n'a été mis en service qu'en 1859, n'accordant plus dès lors qu'un rôle de desserte secondaire à cet ancien itinéraire. La jonction Ermont - Valmondois via Saint-Leu-la-Forêt est ouverte en 1876, d'abord à voie unique, puis est doublée en 1889.
Sur le réseau Nord, l'électrification est mise en service sur la ligne Paris - Lille via Creil le 9 décembre 1958 puis sur la lignes Paris - Bruxelles via Compiègne et Paris - Mitry - Crépy-en-Valois en 1963.
La modernisation de l'itinéraire Paris-Nord - Pontoise est alors lancée avec pour but d'améliorer les performances de cette ligne dont la fréquentation est en hausse constante avec l'urbanisation croissante de la banlieue Nord et de faire disparaître les locomotives à vapeur 141 TC tractant les robustes mais spartiates voitures de type Nord à la fin de 1970. En avril/mai 1969, la traction électrique est en service sur Paris - Pontoise et Pontoise - Creil accompagnée de la signalisation par block automatique lumineux. Puis finalement, c'est au tour de l'antenne Ermont - Eaubonne - Valmondois en décembre 1970.

## Fréquentation
De 2015 à 2023, les estimations de la SNCF sont les suivantes :
| Année         | 2015      | 2016      | 2017      | 2018      | 2019      | 2020    | 2021      | 2022      | 2023      |
| ------------- | --------- | --------- | --------- | --------- | --------- | ------- | --------- | --------- | --------- |
| Fréquentation | 2 303 356 | 2 277 835 | 2 343 136 | 2 395 427 | 2 353 567 | 588 790 | 1 845 506 | 2 272 089 | 2 271 180 |

## Accueil

### Desserte
La gare est desservie par des trains vers Paris Nord, Valmondois et Persan Beaumont. Elle est également le terminus de certains trains vers Paris.

### Intermodalité
La gare est desservie par les lignes 30-14 et 30-23 du réseau de bus Val Parisis.
La gare est entourée de deux parkings gratuits de 118 et 168 places.

## Patrimoine ferroviaire
Le bâtiment voyageurs (BV), construit par la Compagnie des chemins de fer du Nord était à ses débuts un modeste édifice, constitué d'une étroite aile basse, longue de six travées, et d'un logement de fonction à étage disposé perpendiculairement. Les autres gares de la ligne avaient des bâtiments similaires.
Dans les années 1920, ce bâtiment est remanié, créant au centre de l'aile basse une grande salle des pas perdus au toit coiffé d'une tour d'horloge. Les deux ailes sont modifiées avec des fenêtres et toitures différentes et des colombages décorant la façade. Ce processus s'inspire de la reconstruction du BV de la gare de Taverny.

## Galerie de photographies

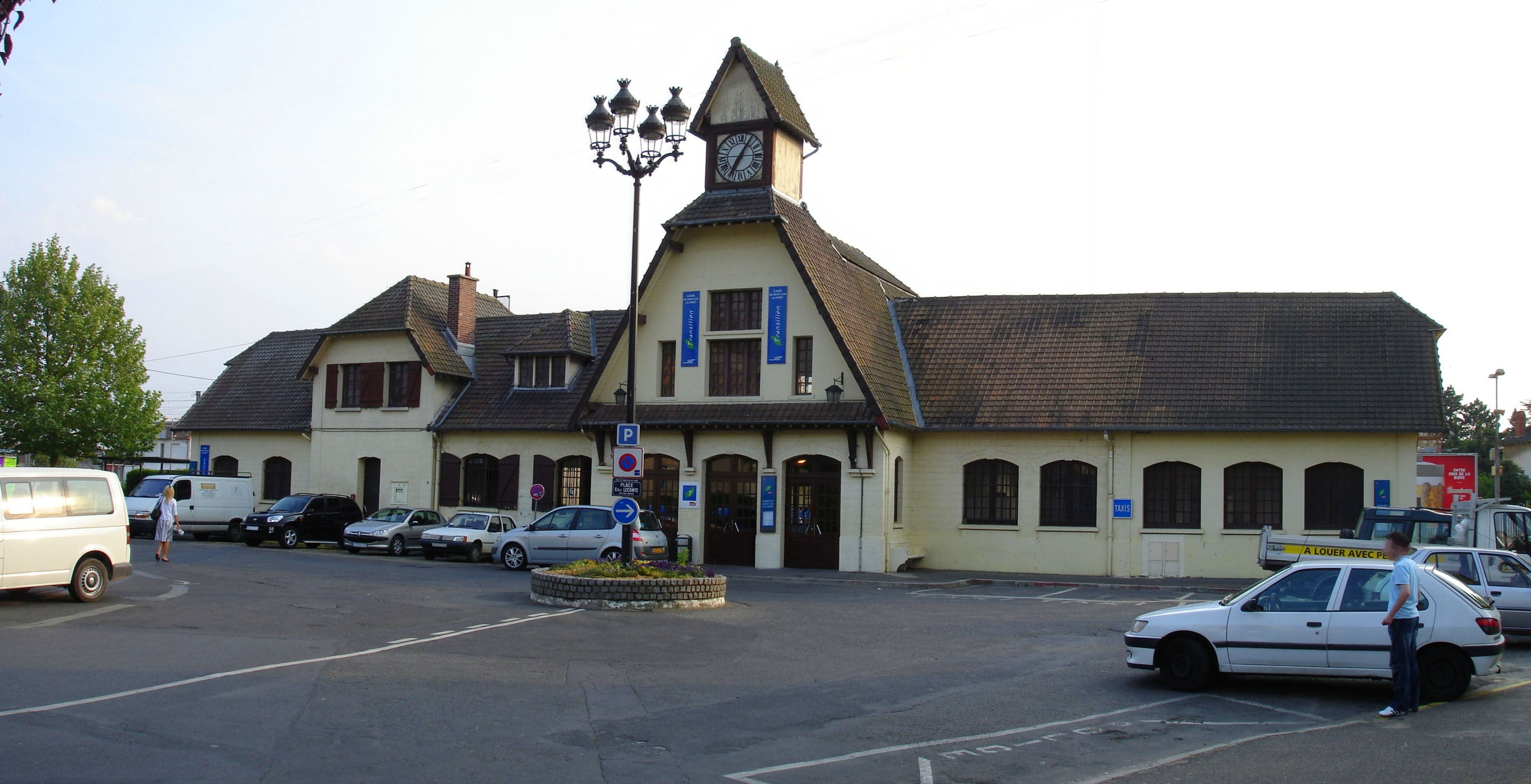
Gare de Saint-Leu-la-Forêt.
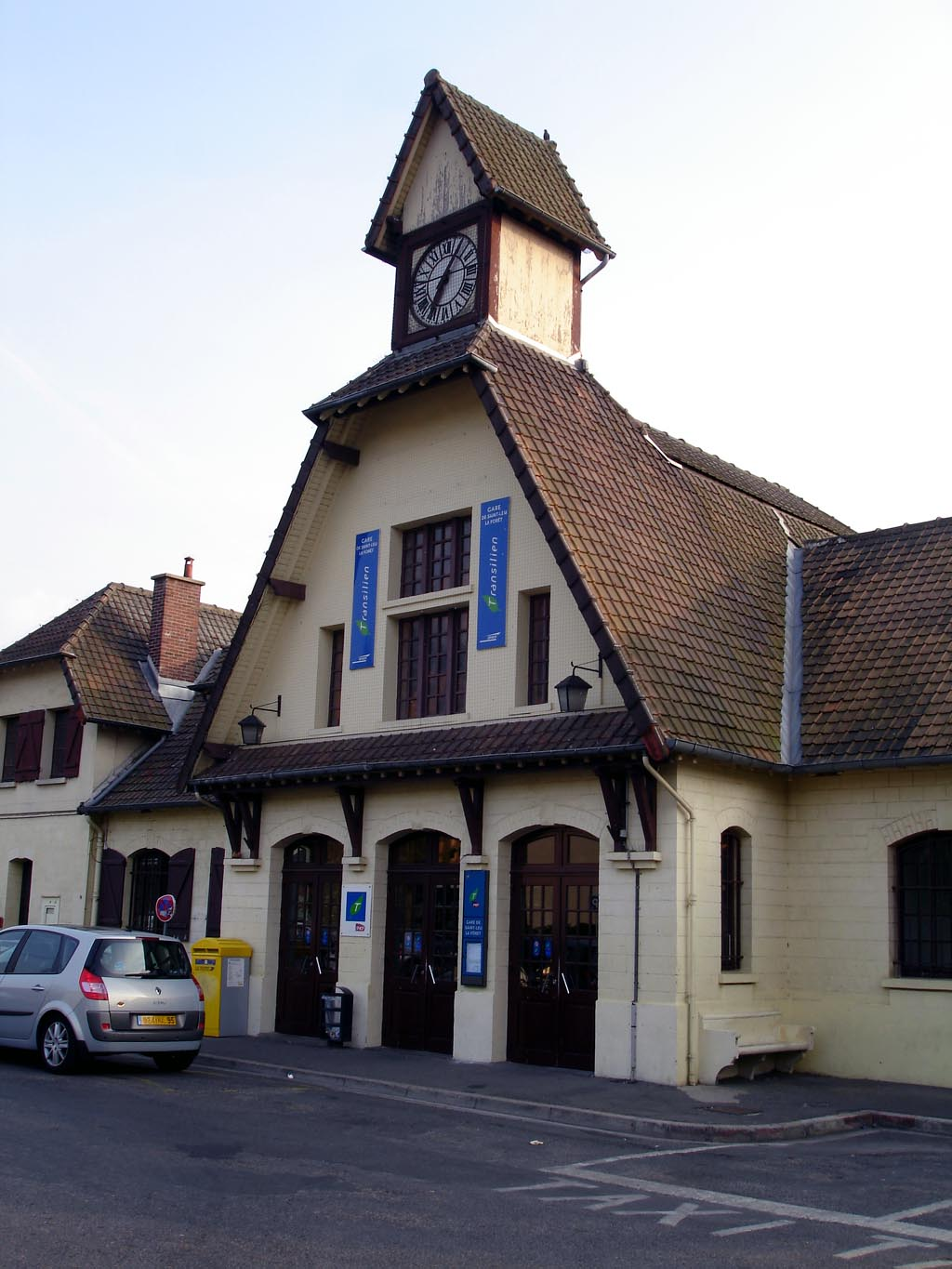
Gare de Saint-Leu-la-Forêt.
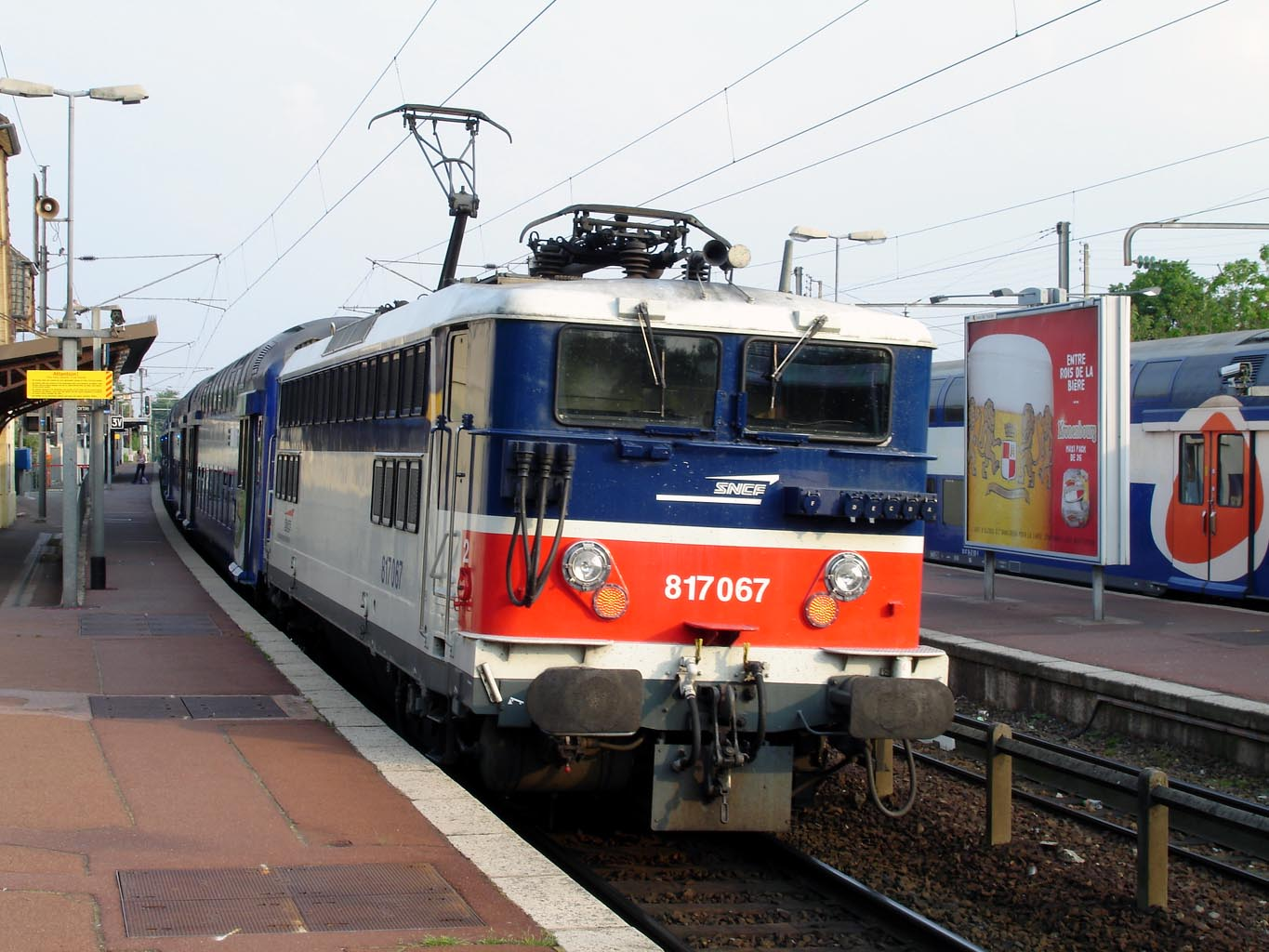
BB 17000 attelée à une rame banlieue à 2 niveaux (VB 2N).
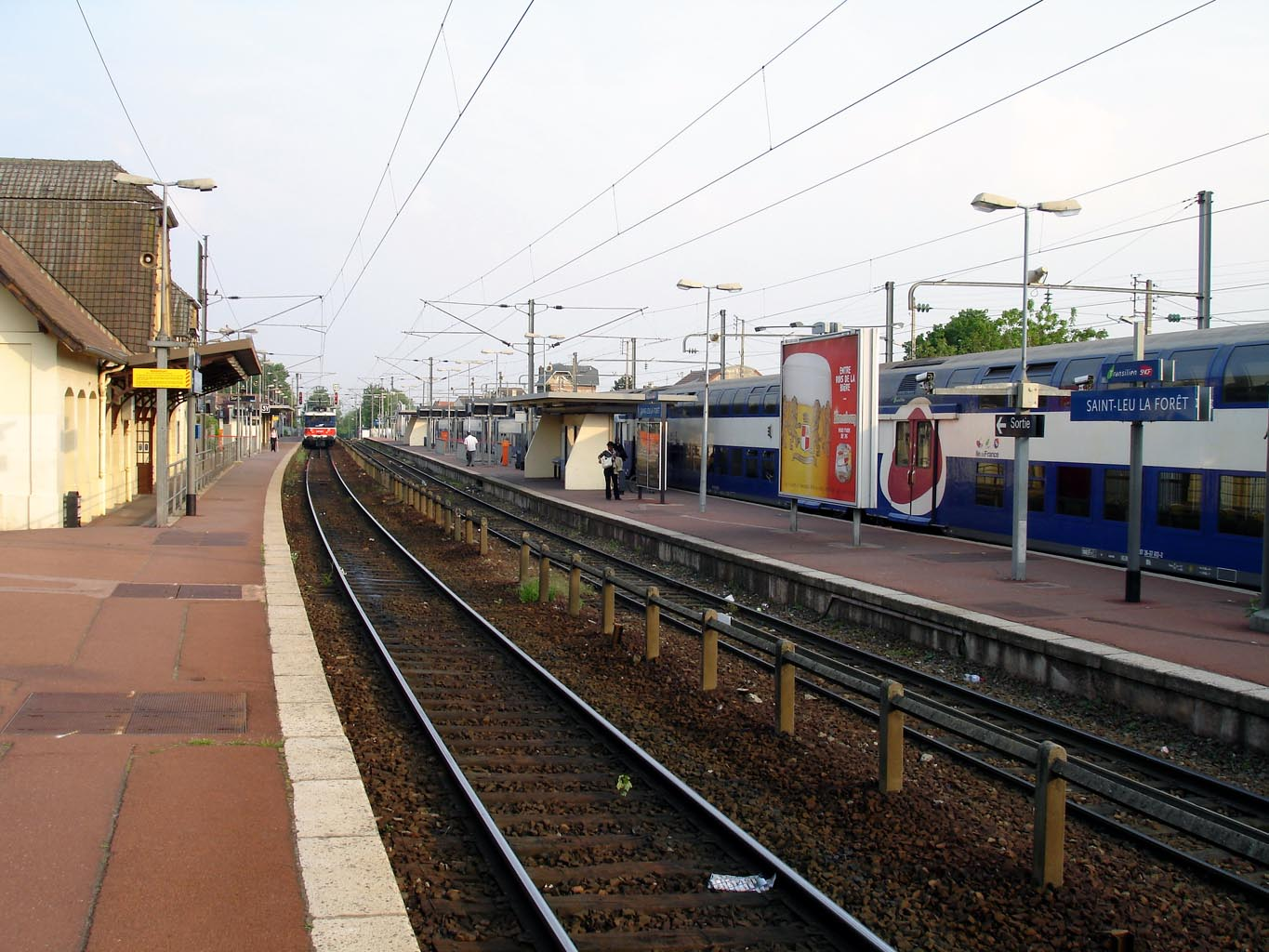
Quais de la gare.
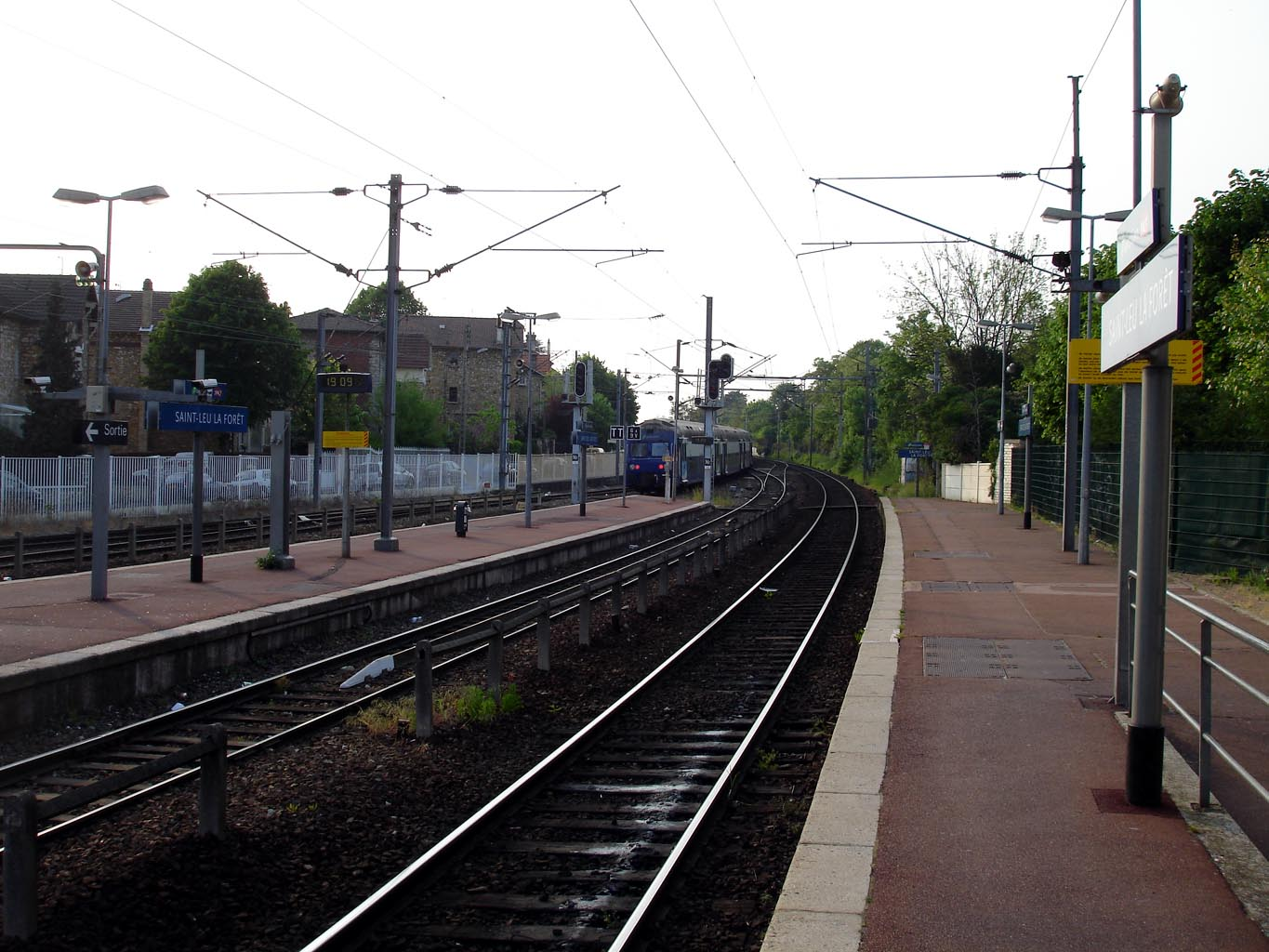
VB 2N à destination de Persan - Beaumont.